# Isola dei Serpenti (Ucraina)
L'isola dei Serpenti (in ucraino Острів Зміїний?, Ostriv Zmiïnyj; in romeno Insula Șerpilor) è un'isola nel Mar Nero situata a 35 km dalle coste dell'Ucraina e della  Romania. Fa parte del distretto di Kilija nell'oblast' di Odessa, in Ucraina e le case situate sull'isola rientrano nel villaggio di Bile.
La piattaforma continentale dell'isola è particolarmente ricca di petrolio e gas naturale, giacimenti scoperti negli anni Ottanta: questi hanno generato un contenzioso e la delimitazione della zona economica esclusiva (marittima) e della piattaforma continentale tra Ucraina e Romania intorno all'isola è stata determinata dalla decisione della Corte internazionale di giustizia dell'Aia il 3 febbraio 2009. La popolazione residente nell'isola è costituita dagli addetti al faro, dalle guardie di frontiera e da alcuni scienziati.

## Denominazione
Gli antichi Greci la chiamavano isola d'Achille per via del fatto che sorgeva ivi un tempio dedicato all'eroe mirmidone: secondo alcune versioni, fu addirittura sepolto in loco. Un altro antico nome greco per l'isola è Λευκά (Leukà, ovvero "Isola Bianca"). Anche i romani si riferivano al posto chiamandolo isola "bianca" (Alba).
Altri toponimi (in particolare, quello ucraino moderno riferito ai serpenti) sono dovuti al fatto che l'isola ospitava molte bisce acquatiche, giunte qui dalla foce del Danubio, in particolare facendosi trasportare sui rami degli alberi. Le due ulteriori varianti con cui ci si riferisce al luogo risultano quella rumena Insula Şerpilor e quella turca Yılan Adası.
All'epoca dell'Impero ottomano l'isola era chiamata Fidonisi, di medesimo significato in greco moderno. Da tale termine deriva la definizione della battaglia navale avvenuta il 14 luglio 1788 al largo delle coste.

## Geografia

### Posizione
L'isola dei Serpenti si trova nella parte nord-occidentale del mar Nero, a circa 37,5 chilometri dalla costa a est del delta del Danubio. L'isola si sviluppa in maniera cruciforme e misura, dai punti estremi, 662 e 560 metri di ampiezza, copre una superficie di 17 ettari e la lunghezza della costa è di 3,34 km. L'insediamento più vicino dell'Ucraina è la città di Vylkove con il suo porto di Ust-Dunaisk, mentre per la Romania è Sulina.

### Geologia

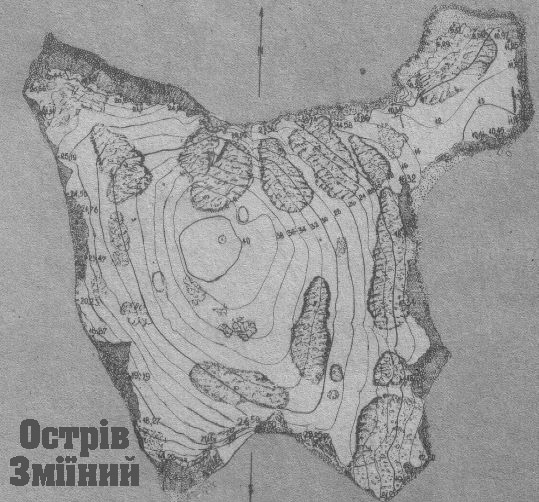
Mappa in rilievo dell'isola dei Serpenti

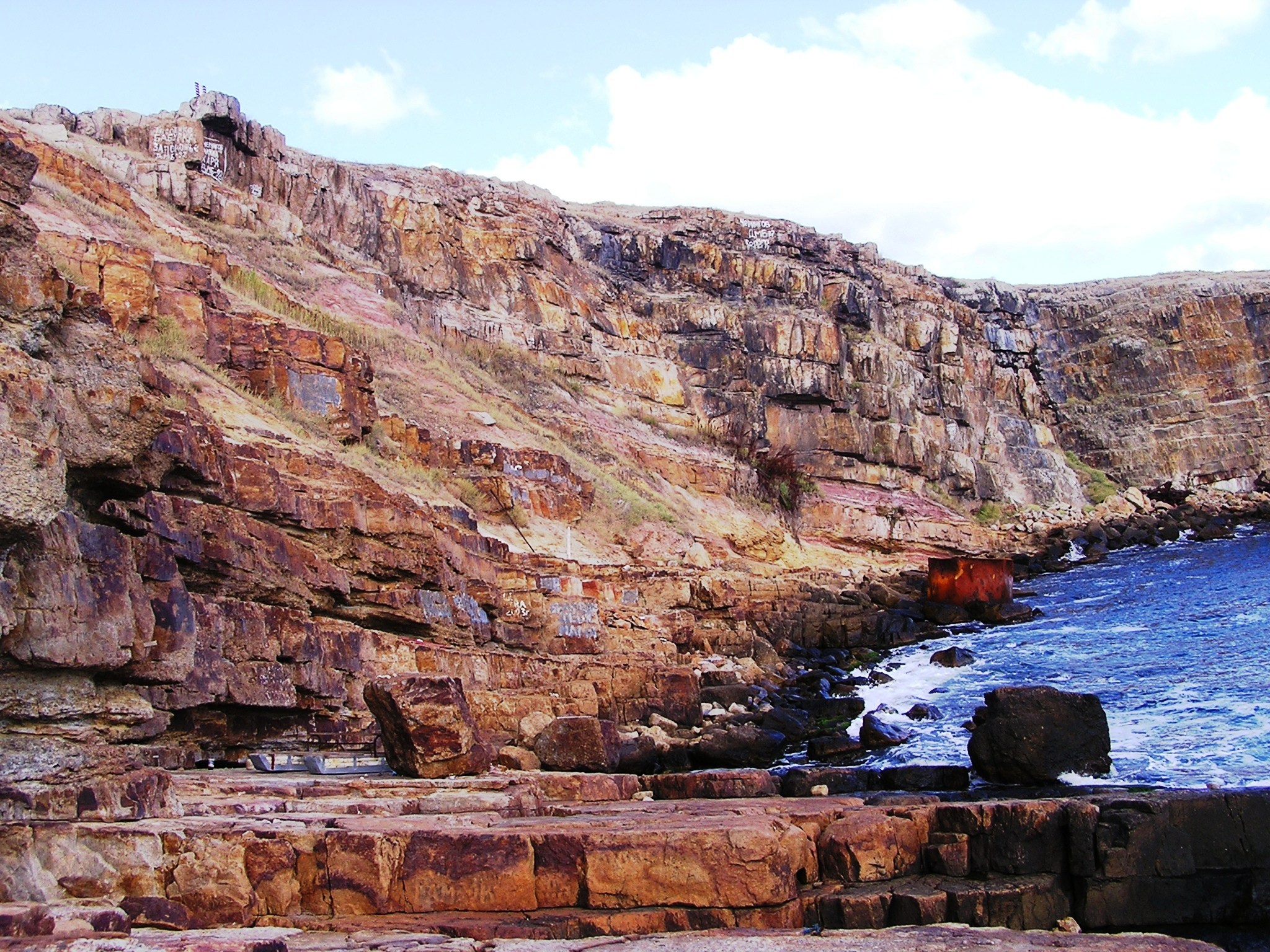
La costa frastagliata dell'isola

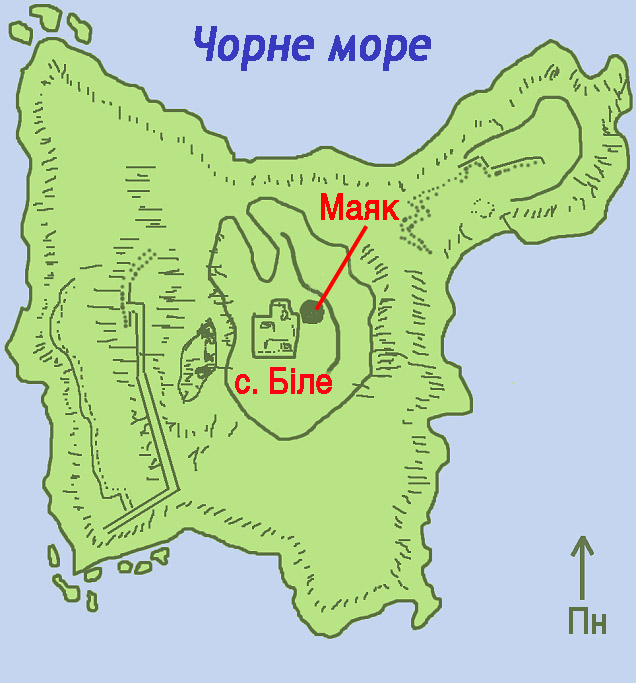
Mappa del luogo

L'isola è formata da una costa frastagliata in più punti e spesso scoscesa: l'altezza delle sponde raggiunge i 4–5 m nella parte nord-orientale e addirittura i 25 nella parte sud-occidentale. Il punto più alto del sito si erge per 41,3 m sul livello del mare. Sono quattro le spiagge che si distinguono dall'andamento generale dell'isola; al centro, non si trovano grossi rilievi e, all'estremità nord-occidentale e sud-orientale della costa, si trova una piccola penisola, sebbene quella più evidente a un osservare della mappa dell'isola risulta senza dubbio quella a nord-est. Si tratta dell'unico sollevamento tettonico sulla grande piattaforma nord-occidentale (64.000 km²) del mar Nero localizzato lontano dalla costa. Da un punto di vista geologico, l'isola è composta perlopiù da rocce sedimentarie, grossolanamente frantumate, che si alternano ad arenarie quarzitiche, conglomerati quarziferi e depositi variegati. L'isola presenta anfratti e grotte, spesso ritenuti luoghi ideali per le immersioni subacquee poiché si tratta di faglie naturali.
È a meridione che sono presenti rocce con forti pendenze e la conformazione di tale settore dell'isola vede la presenza di una baia, così come la parte orientale. Le coste settentrionali e occidentali, molto più basse, presentano scogli che a malapena si intravedono in superficie quando vi è la bassa marea. La costa settentrionale è irregolare e presenta anch'essa una baia, mentre a ovest è quasi dritta.
La profondità vicino alle coste è generalmente bassa: a nord è di 5–6 m, a sud di 13–23 m, a est di 9–19 m e a ovest di 10–16 m.

### Clima
Il clima dell'isola dei Serpenti è temperato con un'influenza significativa del mare, che lo rende più mite. Venti frequenti (specie in direzione ovest e nord-est), cambiamenti repentini del tempo atmosferico, soprattutto in estate, e alta umidità sono tuttavia fenomeni da tenere in considerazione. La temperatura media in inverno varia da 0 a 2°, mentre in estate oscilla tra i 19 e i 24°. La temperatura massima assoluta mai registrata è di +40°, quella minima di −30°. La piovosità media annua si attesta intorno a 300 mm circa.

### Flora
Le erbe delle steppe sono diffuse sullo strato relativamente sottile del suolo dell'isola. Non vi sono alberi da tronco, nonostante in passato siano stati eseguiti dei tentativi di rimboschimento ostacolati dai forti venti.

### Fauna
L'isola dei Serpenti è meta frequente per gli uccelli migratori impegnati nei viaggi transcontinentali. In primavera, si contano fino a 200 specie di uccelli migratori, 28 delle quali sono elencate nel Libro rosso dell'Ucraina. In autunno si scende invece 156 specie. In alcuni anni, fino al 45% degli uccelli che si rintracciano negli Stati facenti parte della CSI trovano riparo sull'isola.
Dalla foce del Danubio la corrente marina di tanto in tanto trasporta bisce tassellate (Natrix tessellata), a cui tra l'altro si deve il nome del posto.
Sono 58 le specie ittiche registrate nelle acque adiacenti all'isola, di cui le due più rare in assoluto sono il ghiozzo paganello (Gobius paganellus) e la castagnola (Chromis chromis), tre specie di delfini e sei specie di granchi.
Attualmente, oltre a cani e gatti, si registrano 4 specie di mammiferi: l'arvicola, due esemplari diversi di microchirotteri (Microchiroptera), il topo comune (Mus musculus) e il topo delle steppe (Mus spicilegus).

### Condizione ecologica
L'isola dei Serpenti è l'angolo più remoto e probabilmente più pulito della terra ucraina. Il decreto del Presidente dell'Ucraina del 9 dicembre 1998 numero 1341 intitolato "Sui territori e gli oggetti del fondo della riserva naturale di importanza nazionale" ha istituito la riserva zoologica generale di importanza nazionale dell'"isola dei Serpenti", con la quale si spera di tutelare anche la sezione del mar Nero adiacente al sito.
Il decreto ministeriale emanato dal Ministero dell'Ambiente dell'Ucraina del 27 gennaio 2005 numero 54 ha istituito uno specifico regolamento relativo alla riserva zoologica di importanza nazionale dell'isola dei Serpenti.

## Storia

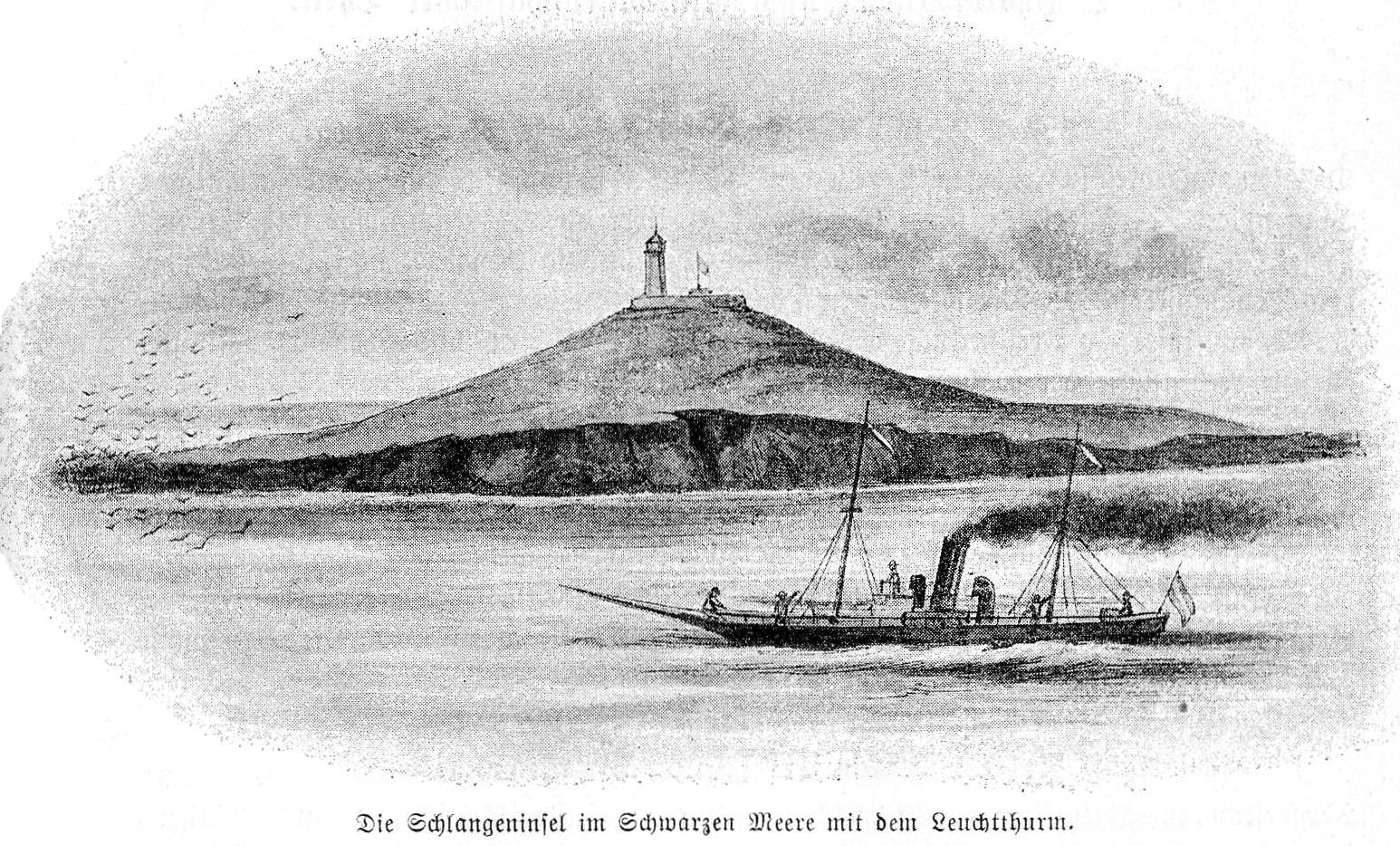
L'isola dei Serpenti nel 1896: ben visibile il faro costruito in epoca zarista

Secondo un'antica leggenda greca, l'isola fu sollevata dal mare dalla dea Teti per suo figlio Achille, l'eroe dell'Iliade. La prima menzione dell'isola in fonti scritte risale alla fine del VII secolo a.C. con il nome Leuka (Bianca).
Il sito risultò molto importante durante la grande colonizzazione greca del mar Nero settentrionale tra l'XIII e il VI secolo a.C., in quanto fungeva da luogo di ormeggio per le navi. Essendo stato costruito poi un tempio dedicato ad Achille, marinai, mercanti e visitatori giungevano qui in preghiera e pregavano colui che era considerato il sovrano e protettore del mar Nero, oltre a eseguire sacrifici in onore del semi-dio. Era uno dei tanti elementi sacri della cultura degli antichi greci.
Le rovine dell'edificio religioso (i cui lati erano lunghi circa 30 metri) sono state scoperte e descritte nel 1823 e nel 1837-1843: un numero significativo di materiali da costruzione tratti da queste rovine sono stati usati per costruire un faro sull'isola. Il posto è menzionato anche negli scritti di Ovidio, Strabone ed Erodoto.
Dal I secolo a.C. fino al 456 l'isola rientrò dapprima nel territorio della Repubblica romana e poi dell'Impero romano, divenendo a seguito della scissione tra Impero romano d'Occidente e Impero romano d'Oriente parte di quest'ultimo. Dopo qualche anno dalla caduta di Costantinopoli, l'isola passò in mano all'Impero ottomano.
Dopo la guerra russo-turca (1787-1792), in base al trattato sottoscritto al termine del conflitto, l'isola dei Serpenti fu annessa all'Impero russo.
La spedizione idrografica russa del tenente Budiščev interessò le vicinanze del sito e, nel 1823, il cartografo capitano-tenente M. Krytsky della marina imperiale realizzò la prima mappatura dell'isola.

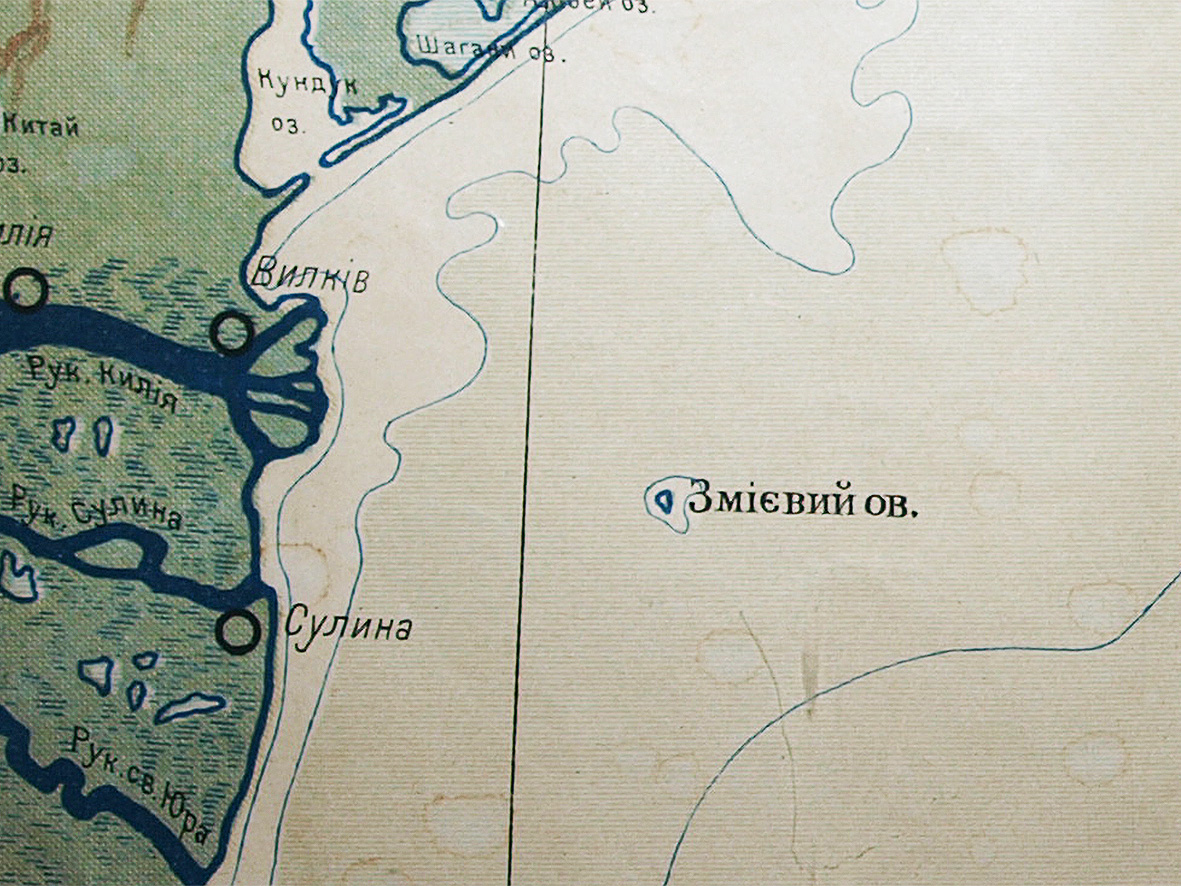
L'isola dei Serpenti in una mappa dell'Ucraina del 1918

Dopo la sconfitta dell'impero russo nella guerra di Crimea del 1853-1856 l'isola passò al Principato di Moldavia. In seguito ospitò un battaglione disciplinare dell'esercito rumeno, di stanza lì per 90 anni. Nel 1938 sull'isola furono incarcerati gli esponenti principali della Guardia di Ferro, un movimento d'ispirazione fascista che era stato di recente bandito verso la fine del breve periodo di esistenza dello Stato Nazionale Legionario.
Durante la seconda guerra mondiale, nel mese di aprile 1944, una squadra di sbarco dell'Armata Rossa sbarcò sull'isola e la guarnigione locale si arrese senza combattere.
Secondo il protocollo diplomatico firmato da Mykola Šutov (in rappresentanza dell'URSS) e Eduardo Mezincescu (per la Repubblica Popolare di Romania), l'isola dei Serpenti passò all'URSS alle ore 12 del 23 maggio 1948 e fu inclusa amministrativamente nell'oblast' di Ismail della Repubblica Socialista Sovietica Ucraina. Nel 1954 tale regione entrò a far parte dell'oblast' di Odessa; due anni dopo, una compagnia di radar per la difesa aerea sovietica fu di stanza sull'isola, nonché un avamposto di confine a servizio ridotto. Il confine di stato tra l'URSS e la Romania fu ufficialmente definito nel febbraio 1961 e la divisione delle zone economiche esclusive e della piattaforma continentale rimase incerta fino alla dissoluzione dell'URSS. Allo stesso tempo, Mosca ribadì che la lunghezza della costa sovietica in quest'area risultava cinque volte la lunghezza della costa rumena, di conseguenza rivendicando le acque contestate, mentre la parte rumena proponeva di tracciare una linea di demarcazione lungo il parallelo geografico, magari seguendo una linea a metà tra la Crimea e la costa della Romania.
Quando l'Ucraina ottenne l'indipendenza nel 1991, l'isola diventò parte del distretto di Kilija della regione di Odessa. La Romania post-Ceaușescu non avanzò alcuna rivendicazione territoriale e, il 2 giugno 1997, l'Ucraina e la Romania firmarono un accordo di base che confermava l'inviolabilità dei precedenti confini a partire dal 1961. Solo allora i diritti dell'Ucraina sull'isola dei Serpenti furono effettivamente riconosciuti.
Negli anni '80 furono scoperti giacimenti di petrolio e gas sulla piattaforma intorno all'isola, evento che in seguito portò a una disputa diplomatica tra Ucraina e Romania sulla delimitazione delle acque territoriali e delle zone economiche nell'area.

### XXI secolo
Nel 2002 il Gabinetto dell'Ucraina ha approvato il programma di attività economica da effettuarsi sull'isola fino al 2006. Lo sviluppo delle infrastrutture previsto dalla legge per il periodo 2002-2006 fu stimato in 47 milioni di UAH (di cui 38,7 tratti dal bilancio dello Stato, gli altri da suddivisioni amministrative minori).
Nell'ambito del programma, l'isola veniva trasferita nel distretto di Kilija nella regione di Odessa: inoltre, si procedeva a una parziale smilitarizzazione con la rimozione di un'unità radio e del radar. Sono stati realizzati una baia per i pescherecci, un frangiflutti, diverse strutture annesse tra cui strade di collegamento e alberi. È ancora in corso la costruzione di un ormeggio per una flotta leggera. In futuro si prevede di aprire centri turistici e di immersione e stabilire un regolare collegamento per mezzo di traghetti da Kilija.
Sull'isola sono stati aperti un ufficio postale, una filiale della banca Aval, un ripetitore mobile e una comunicazione via cavo. Nel 2003, è stata fondata una stazione di ricerca gestita da scienziati dell'Università di Odessa.
All'inizio del 2007, circa 80 persone vivevano stabilmente sull'isola tra guardie di frontiera, scienziati e tecnici del faro.
L'8 febbraio 2007, la Verchovna Rada dell'Ucraina ha adottato una risoluzione sulla concessione di complessi economici e residenziali con la costituzione del comune di Bile sull'isola. Una simile decisione provocò le veementi proteste da parte dei diplomatici rumeni, considerate da Kiev un'ingerenza negli affari interni.
Sull'isola sono stati portati maiali, capre e polli per l'allevamento, mentre le verdure vengono coltivate su piccoli appezzamenti. Il problema più grande concerne l'assenza di fonti di acqua dolce, che rende necessario i trasporti dalla terraferma. La rete di trasporto con la terraferma avviene tramite elicotteri (per tale scopo è stata realizzata una piattaforma speciale) o imbarcazioni (nello specifico, la nave "Orca"). Siccome dal 2007 sono state realizzate anche delle vie di collegamento, gli abitanti sono soliti spostarsi tramite automobili.
A seguito di una controversia sulla delimitazione della ZEE presso la Corte internazionale di giustizia delle Nazioni Unite (3 febbraio 2009), la società ucraina Chornomornaftogaz ha dichiarato di non avere più interessi economici nella costituzione di depositi offshore intorno all'isola né sul lato ucraino né su quello rumeno.
Nel febbraio 2022, durante la guerra russo-ucraina, è stata invasa dalle forze russe. Il 30 giugno dello stesso anno i russi si sono ritirati.

## Contenzioso sulla demarcazione marittima tra Ucraina e Romania
Negli anni Novanta l'Ucraina inviò sull'isola un contingente di militari e sostenne la tesi secondo cui Zmeiny, come viene chiamato dagli ucraini il sito, non è uno scoglio, ma una vera e propria isola, con la sua vita economica e il suo diritto a godere di una ZEE, cosa che taglierebbe fuori la Romania. L'iniziativa, appoggiata dalla Russia di Vladimir Putin, spinse Bucarest a chiedere di risolvere la questione con un accordo bilaterale.
Il 16 settembre 2004, la Romania presentò un esposto contro l'Ucraina alla Corte internazionale di giustizia, nell'ambito di una controversia sul confine marittimo tra i due stati nel mar Nero, e affermò che l'isola dei Serpenti non aveva alcun valore socioeconomico. Pur di dimostrare che Zmeiny è un'isola, l'Ucraina tentò di aprire un museo di storia naturale, cercò invano una fonte di acqua potabile e rese possibile immersioni subacquee nei fondali incontaminati. Il 19 maggio 2006, l'Ucraina presentò un contro-memorandum, dopodiché, nel dicembre 2006, la Romania ha presentato una nuova risposta. Fino al luglio 2007, l'Ucraina ebbe il diritto di presentare una contro-replica alle prove aggiunte dalla parte rumena, dopodiché il tribunale aprì la fase dibattimentale. Il 2 settembre 2008, la Corte internazionale di giustizia cominciò a interessarsi alla controversia. I timori ucraini si fondavano sulla constatazione che, qualora l'isola fosse stata dichiarata inabitata, la sua posizione non sarebbe stata presa in considerazione per determinare la piattaforma: seguendo dunque tale criterio, la maggior parte della piattaforma sarebbe andata in Romania. Fu ascoltata sui fatti dapprima la Romania e poi, dall'8 settembre, l'Ucraina. La sessione del tribunale durò fino al 19 settembre 2008.
La decisione finale della Corte di giustizia dell'Onu fu presa il 3 febbraio 2009. Tra le righe, la corte affermò che "La presenza di cittadini ucraini sull'isola non comporta alcun aggiustamento della linea di equidistanza tra i confini marittimi dei due paesi". Il commento di Kiev, per bocca del vice-ministro degli Esteri Oleksandr Kupchysyn, fu il seguente: "Si è trattato di un saggio compromesso. Dopotutto anche i giacimenti contenuti nel nostro 20% di piattaforma sono interessanti. Ciò che conta è che possono iniziare le esplorazioni".

### Dispositivo della sentenza

La delimitazione delle acque territoriali nei dintorni dell'isola dopo la sentenza del 2009

Dopo aver esaminato gli argomenti delle parti e aver analizzato le memorie, nonché i possibili precedenti, la corte stabilì all'unanimità: "la linea di confine marittima che separa la piattaforma continentale e le zone economiche esclusive di Romania e Ucraina nel mar Nero inizia nel punto 1 e segue il confine di stato ucraino-rumeno del 2003, con il quale si traccia un arco con un raggio di 12 miglia nautiche che delimita il mare territoriale intorno all'isola dei Serpenti. Il punto 2, alle coordinate 45° 03' 18,5’’ di latitudine nord e 30° 12' 21,5’’ di longitudine est, vede l'incrocio di una linea tracciata equidistante dalla costa continentale della Romania e dell'Ucraina. Dal punto 2, la linea di demarcazione corre lungo una striscia equidistante attraverso i punti 3 (coordinate 44° 46' 38,7’’ di latitudine nord e 30° 58' 37,3’’ di longitudine est) e 4 (coordinate 44° 44' 13,4’’ di latitudine nord e 31° 10' 27,7’’ di latitudine est) al punto 5 (coordinate 44° 02' 53,0’’ di latitudine nord e 31° 24' 35,0’’ di latitudine est). Da qui, la demarcazione marittima corre lungo una linea equidistante dalle coste rumena e ucraina a sud, partendo dall'azimut geodetico 185° 23' 54,5’’ e fino al punto in cui si interseca con la zona economica della Turchia. Una simile ripartizione riproduce quasi del tutto la linea proposta dalla parte sovietica nei negoziati di demarcazione del 1987 con la Romania. In sintesi, il 79,34% del triangolo sottomarino che circonda l'isola dei Serpenti fa capo oggi alla Romania.